# Ecosia
Ecosia — пошукова система, створена німецькими фахівцями з метою підтримання екології у світі. Гасло пошукової системи: Ecosia — зелений пошук (нім. Ecosia — die grüne Suche). Штаб-квартира розташована в Берліні та нараховує 10 працівників. Позиціонується як соціальний бізнес. Результати пошуку для Ecosia надають такі пошуковики, як Bing та Yahoo. У Ecosia є свій блог.

## Пошукова система
Після запуску пошукова система спочатку надавала результати пошуку від Yahoo!. Bing та Вікіпедії.
Результати пошуку Ecosia тепер надаються Bing та покращуються власними алгоритмами компанії. Наразі він доступний як веббраузер або мобільний додаток на пристроях Android та IOS, а також на ПК та комп’ютерах Mac.
У 2018 році Ecosia зобов’язалася захищати конфіденційність користувачів. Пошукові запити шифруються, не зберігаються постійно. Дані не продаються стороннім рекламодавцям. Компанія у своїй політиці конфіденційності заявляє, що не створює особистих профілів на основі історії пошуку, а також не використовує зовнішні інструменти відстеження, такі як Google Analytics.
У травні 2019 року користувачами Ecosia були: французи (23%), німці (17%) та американці (15%)
На травень 2020 року в Ecosia понад 15 мільйонів активних користувачів, які здійснюють близько 518 913 пошукових запитів на день.

## Фінанси
Ecosia публікує свої щомісячні фінансові звіти, у яких можна побачити, на що вони витрачають гроші.
Ecosia показує рекламу поруч з результатами пошуку, її оплачують партнери щоразу, коли користувач звертається до рекламодавця через спонсороване посилання.
Ecosia вкладає від 50% до 80% прибутку від реклами, витрачається на висаджування та захист дерев, але якщо реклами не було, прибуток все одно буде. Приблизно від 10% до 20% прибутку витрачається на: витрати для офісу, сервера та програмне забезпечення, персонал і на інші витрати. Від 10% до 20% на ''Зелені інвестиції'' — інвестиції в екологічні проєкти, наприклад: сонячні електростанції. Від 5% до 10% на податки та соціальне страхування. Від 5% до 10% на рекламу.
Один пошук на Ecosia в середньому складає приблизно півцентрового євро (0,005 євро), відповідно до FAQ. На 1 дерево потрібно приблизно 0,22 євро, які збираються за 0,8 секунди.
Ecosia отримує гроші не тільки з реклами, а і з власного інтернет-магазину.

## Історія
Ecosia була запущена 7 грудня 2009 року. Творець і директор Ecosia — Крістіан Кролл — спочатку інвестував в компанію 10-20 тис. євро власних коштів. 
Спочатку Ecosia підтримувала програми посадки дерев. До грудня 2010 року Кошти Екосії йшли на програму WWF Germany, яка захищала національний парк Юруена в басейні Амазонки. Для захисту цієї території організатори розробили та фінансували плани з лісопромисловими компаніями та місцевими громадами. 
У 2011 році пошукова система зібрала понад 250 000 євро на допомогу проєкту бразильських тропічних лісів. З липня 2013 року по вересень 2014 року Ecosia підтримала програму ''Plant a Billion Trees''. Яку проводила компанія The Nature Conservancy яка мала на меті відновлення бразильського атлантичного лісу, посадивши один мільйон дерев до 2015 року. У 2015 році Ecosia розпочала фінансування лісовідновлювання в Буркіна-Фасо в рамках проєкту ''Велика зелена стіна'', метою якого є запобігання опустелюванню. Проєкт отримав підтримку від Африканського Союзу та Світового банку. 
У квітні 2014 року співвласником компанії став Тім Шумахер, співзасновник найбільшого оператора доменних імен Sedo. 
Станом на січень 2015 року, Ecosia з моменту заснування зібрала понад 1,5 мільйона доларів на захист дощових лісів. За даними Ecosia, до 2015 року пошукова система мала майже 2,5 мільйона активних користувачів і посадила понад 2 мільйони дерев. У травні 2015 року Ecosia потрапила до списку Європас, Європейських премій за технологічний стартап, під категорією «Найкращий європейський стартап, спрямований на покращення суспільства». 
23 січня 2020 року Ecosia пожертвувала всі свої прибутки того дня, місцевій громадській організації ReForest Now, яка не лише планує відновити ліси, а й зробити територію більш стійкою до майбутніх пожеж. Вони стверджували, що прибуток використовувався для посадки 26 446 дерев.

## Вплив на екологію
Ecosia працює з іншими організаціями, такими як Eden Reflorestation Projects, WeForest та місцевими партнерами, щоб посадити дерева у 15 країнах світу. Ecosia інвестує у проєкти які висаджують дерева, у таких країнах: Гаїті, Нікарагуа, Колумбія, Перу, Бразилія, Іспанія, Марокко, Сенегал, Буркіна-Фасо, Гана, Уганда, Кенія, Ефіопія, Танзанія, Мадагаскар, Індонезія. Ecosia у 2018 році почала будувати сонячні електростанції, наразі, 100% потрібної їм енергії, виробляється сонячними станціями. Усього їм належить 2 сонячні електростанції: в Ауе (531 кВт) і в Шинні (199 кВт). Ecosia каже, що вони зосереджуються на посадці дерев там, де вони найбільш потрібні: в регіонах з бідними громадами, які не можуть самостійно впоратися з масштабними посадками дерев, у містах де були великі пожежі. Крім того, Ecosia стверджує, що вони підтримують місцеві громади, створюючи стабільний дохід для висадки та догляду за деревами, покращуючи сільське господарство на ґрунті, і зрештою призводять до економічної стабільності та політика бідності.
У червні 2017 року Ecosia перевищила позначку в 10 мільйонів посаджених дерев. У січні 2018 року кількість посаджених дерев перевищила 20 мільйонів, через рік 50 мільйонів. У травні 2020 року Ecosia допомогла висадити понад 95 мільйонів дерев. Компанія поставила собі ціль висадити 1 мільярд дерев, до 2020 року, що становитиме 0,033% від поточної популяції дерев.
9 Липня 2020 року завдяки Ecosia було висаджено 100 мільйонів дерев.
Ecosia стверджує що нейтралізує 100% CO, який створюється із їх офісу. Ще компанія прагне застосовувати екологічно чистий підхід до всієї своєї діяльності.

### Скільки грошей (у євро) використали для висадки дерев
|               | 2015     | 2016       | 2017       | 2018       | 2019       | 2020       |
| ------------- | -------- | ---------- | ---------- | ---------- | ---------- | ---------- |
| Січень        | 62 500€  | 72 350€    | 130 000€   | 421 370€   | 438 846€   | 1 132 929€ |
| Лютий         | 67 000€  | 65 500€    | 145 000€   | 411 269€   | 534 967€   | 1 516 644€ |
| Березень      | 72 000€  | 83 750€    | 270 551€   | 302 501€   | 440 038€   | 1 346 345€ |
| Квітень       | 50 000€  | 73 048€    | 330 198€   | 341 582€   | 590 275€   | 1 652 766€ |
| Травень       | 50 150€  | 65 062€    | 441 197€   | 300 902€   | 696 204€   |            |
| Червень       | 32 220€  | 54 039€    | 446 075€   | 264 005€   | 713 579€   |            |
| Липень        | 44 750€  | 74 000€    | 449 815€   | 319 127€   | 815 378€   |            |
| Серпень       | 47 250€  | 65 000€    | 388 018€   | 293 421€   | 855 323€   |            |
| Вересень      | 56 500€  | 84 991€    | 299 621€   | 301 903€   | 947 388€   |            |
| Жовтень       | 63 700€  | 102 900€   | 303 949€   | 215 012€   | 992 325€   |            |
| Листопад      | 47 450€  | 140 800€   | 377 013€   | 440 925€   | 907 315€   |            |
| Грудень       | 62 450€  | 137 000€   | 470 215€   | 533 080€   | 1 281 721€ |            |
| Усього за рік | 655 970€ | 1 018 440€ | 4 051 652€ | 4 145 097€ | 9 213 359€ | 4 915 623€ |

### Скільки висаджено дерев
|               | 2015      | 2016      | 2017       | 2018       | 2019       | 2020      |
| ------------- | --------- | --------- | ---------- | ---------- | ---------- | --------- |
| Січень        | 208 333   | 258 393   | 985 642    | 1 873 037  | 1 983 139  | 1 427 691 |
| Лютий         | 223 333   | 233 929   | 687 056    | 3 706 716  | 1 594 807  | 958 876   |
| Березень      | 240 000   | 299 107   | 972 487    | 2 083 682  | 490 137    | 2 463 014 |
| Квітень       | 166 666   | 631 338   | 2 761 537  | 1 757 131  | 3 474 205  | 619 396   |
| Травень       | 167 167   | 372 092   | 1 874 712  | 2 332 407  | 3 474 205  |           |
| Червень       | 107 400   | 367 621   | 929 618    | 4 850 375  | 1 936 613  |           |
| Липень        | 149 167   | 371 825   | 1 765 067  | 2 201 241  | 408 056    |           |
| Серпень       | 157 500   | 352 491   | 1 375 591  | 1 100 847  | 132 064    |           |
| Вересень      | 188 334   | 352 491   | 2 450 511  | 2 501 497  | 3 473 251  |           |
| Жовтень       | 212 334   | 801 255   | 2 450 511  | 1 285 013  | 485 348    |           |
| Листопад      | 158 167   | 383 968   | 2 508 805  | 1 111 426  | 6 509 614  |           |
| Грудень       | 208 167   | 349 491   | 1 871 542  | 2 247 357  | 9 730 223  |           |
| Усього за рік | 2 186 568 | 4 774 001 | 20 633 079 | 27 050 729 | 33 691 662 | 5 468 977 |

## Інтеграція з браузерами
Ecosia доступна в Google Chrome і Firefox як пошукова система за замовчуванням, Ecosia можна завантажити як розширення.
Станом на 21 липня 2017 року у вебоглядачі Brave з'явилася Ecosia як пошук за замовчуванням. 26 січня 2016 року вебоглядач Pale Moon додав Ecosia як пошук за замовчуванням. 15 лютого 2016 року вебоглядач Polarity теж додав Ecosia як пошук за замовчуванням. У Waterfox починаючи з версії 44.0.2 Ecosia пошукова система за замовчуванням. Починаючи з версії 1.9, Vivaldi включив Ecosia як варіант пошукової системи за замовчуванням. У березні 2018 року Firefox додав Ecosia як варіант пошукової системи для німецької версії.
Станом на 21 серпня 2019 року компанія Ecosia оголосила, що не братиме участі в аукціоні "search-choice", який відбуватиметься на пристроях Android під керівництвом Google. Це означає, що у 2020 році європейські користувачі Android телефонів не матимуть можливості встановлювати Ecosia як пошукову систему за замовчуванням.
Станом на 12 березня 2020 року Ecosia стане вибором пошукової системи за замовчуванням для Google Chrome на 47 ринках.